# Michiel Ernst Heinsius
Michiel Ernst Heinsius (?, – Arnhem, 4 januari 1764) was een Nederlands componist, organist en beiaardier. Hij was actief in verschillende steden als Bergen op Zoom, Purmerend en Arnhem.  Na de beschietingen in 1747 van de St. Geertrudiskerk in Bergen op Zoom verhuisde hij naar Purmerend. Twee jaar later keerde hij terug naar Arnhem waar hij al tot 1738 werkzaam was geweest als organist en zangleraar. Uiteindelijk vestigde hij zich in Arnhem, waar hij tot zijn dood actief bleef als organist en componist.
Heinsius componeerde onder andere vioolconcerten en Nederlandse liederen. Zijn werk omvat onder meer het Concerto voor viool en strijkorkest in G majeur en de collectie De vier muzykale jaargetyden. Enkele van zijn composities worden bewaard in het Nederlands Muziek Instituut. Voor het collegium musicum St. Caecilia in Arnhem componeerde hij in 1736 'Caecilia Concerto'. Voor het 200-jarig bestaan van het collegium schreef hij een werk dat verloren is gegaan.
- Gemeinsame Normdatei: 124659861
- International Standard Name Identifier: 0000 0000 3941 9758
- Library of Congress Control Number: no00085199
- Virtual International Authority File: 72332569
- WorldCat: E39PBJwCWbwXjmcXk97rC9cByd